# Tłoki (Nowy Sącz)
Tłoki – historyczna część miasta Nowy Sącz, położona na południowy zachód od centrum miasta, w rejonie ulicy Tłoki, nad Dunajcem. Wchodzi w skład osiedla Wólki.

## Historia
Dawniej samodzielna wieś i gmina jednostkowa. W 1906 roku włączona do Nowego Sącza.